# Château de Montauto
Le château de Montauto (en italien : Castello di Montauto)  est situé à Impruneta, un hameau de la commune de Bagno a Ripoli (ville métropolitaine de Florence) en Toscane.

## Historique
Le château, qui s'élève à 168 m au sommet d'une colline conique surplombant la via Chiantigiana, a été construit en 980 à des fins défensives par la puissante famille Gherardini. Entre le XIIIe et le XIVe siècle, il fut au centre d'âpres disputes entre les factions des guelfes et gibelins d'abord, puis parmi les plus violents entre guelfes blancs et noirs. Le toponyme dérive d'une contraction de « Monte Acuto ». Le noyau le plus ancien du château est la haute tour du XIIIe siècle, encore présente au centre de la propriété, entourée d'une sorte de donjon rustique avec parement en pierres apparentes.
Vers 1550, le bâtiment fut agrandi et transformé en villa de campagne pour le marchand florentin Bastiano Ciaìni, qui possédait également la villa Il Cerretino et qui a fait appel à l'un des architectes les plus recherchés du moment, Domenico de Baccio d'Agnolo. Les nombreuses décorations intérieures et de la loggia du côté sud datent également de cette époque, tandis que celle du nord est de style florentin plus sobre, avec des colonnes et une serlienne. Ils ont pris l'initiative de construire la loggia en pietra serena du côté ouest. Le propriétaire, qui s'est rapidement fait appeler « di Montaguto », a cependant subi une faillite financière et quelques années plus tard, le complexe a été racheté par la famille Niccolini.

## Description
La propriété est entourée d'un parc romantique de cyprès et de chênes verts qui la cachent, voulu par les Bellucci Mascagni (propriétaires depuis 1892), avec une petite chapelle à l'extérieur du premier cercle de remparts, d'aspect austère et simple à l'extérieur et décoré à l'intérieur d'une fresque attribuée à l'école de Giorgio Vasari. La lunette est décorée d'une terre cuite avec sainte Lucie, de l'école de Luca della Robbia.
Après une période d'oubli, après la Seconde Guerre mondiale, le château est acheté par l'éditeur Enrico Vallecchi, qui le restaura avec soin et, depuis 1957, il en a fait sa résidence. Avec son épouse Maria Luigia Guaita, il a rassemblé une importante collection de peintures, gravures et dessins italiens du XXe siècle.

## Galerie

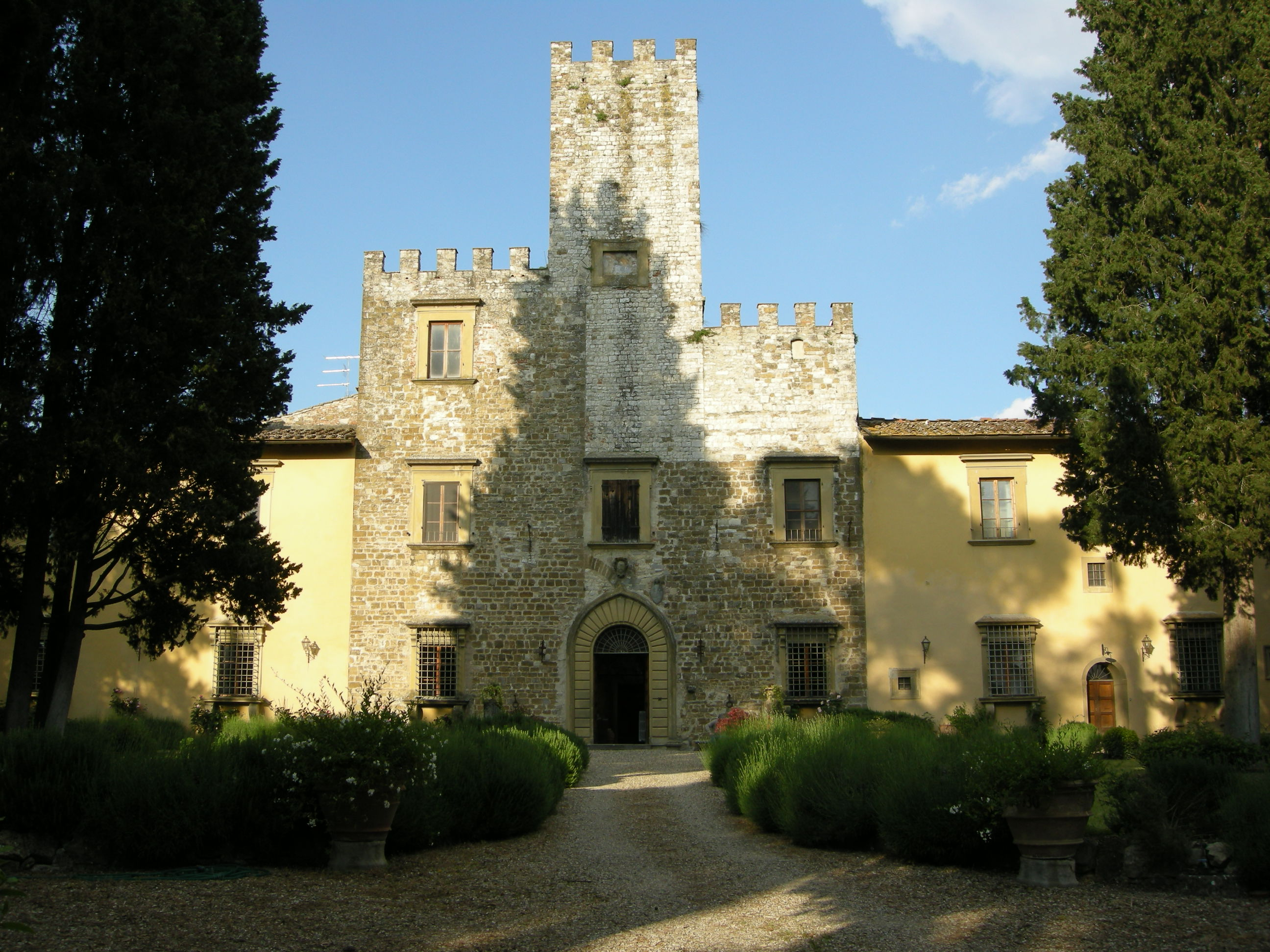
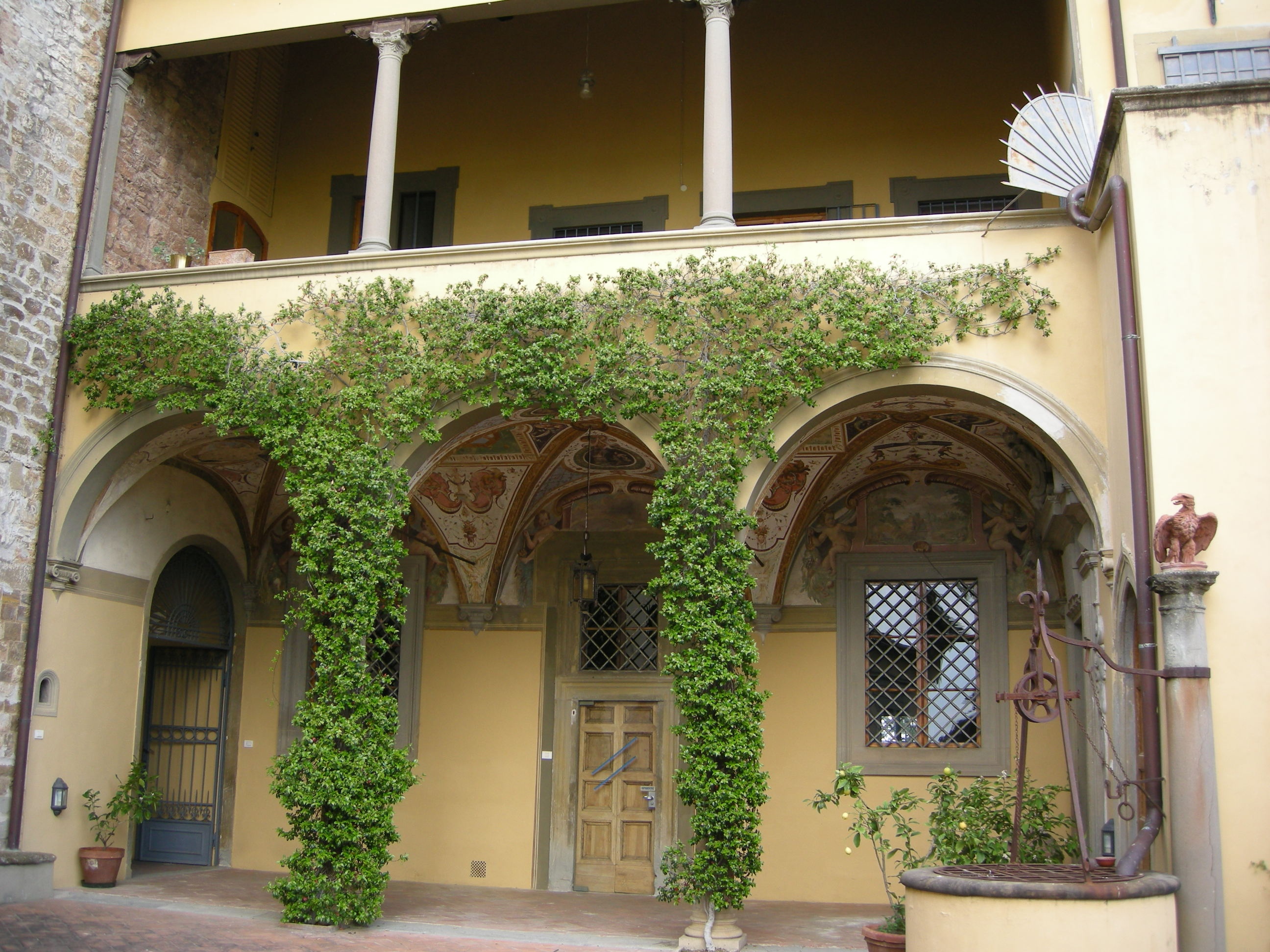
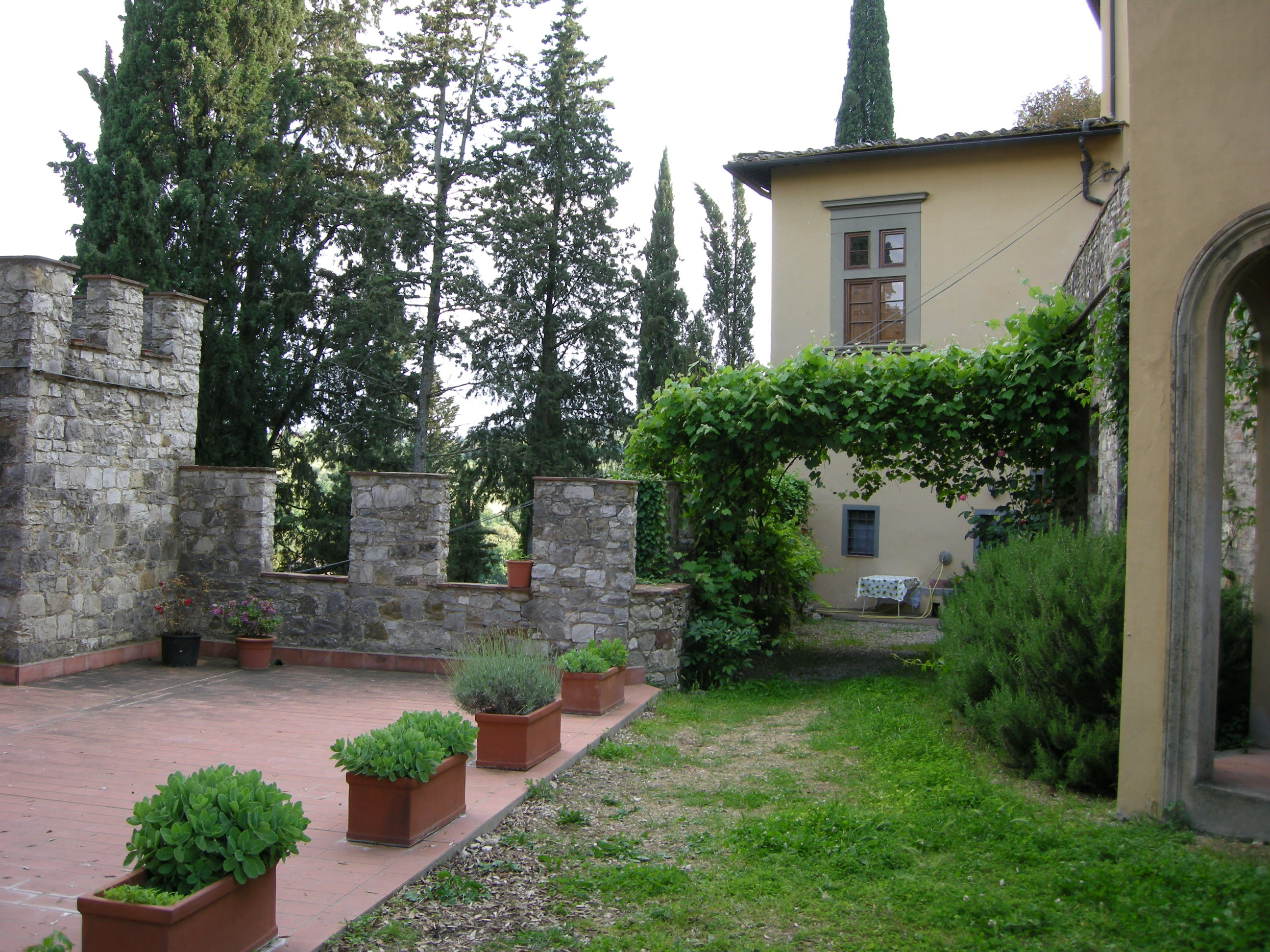
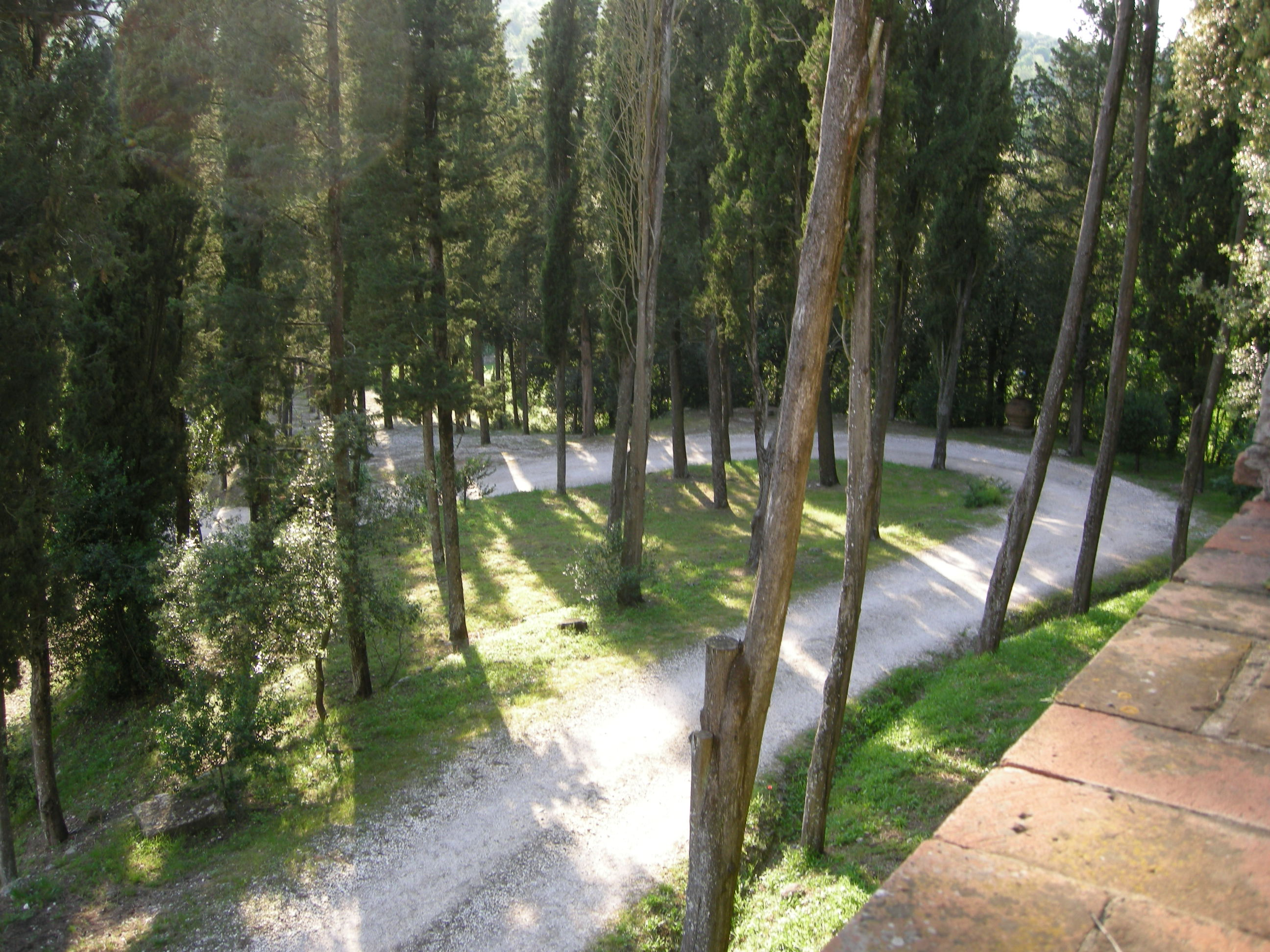